# أليوال نورث
أليوال نورث هي بلدة من بلدات جنوب أفريقيا. يبلغ عدد سكانها 3992 نسمة وذلك حسب إحصائيات سنة 2011. يبلغ ارتفاعها عن سطح البحر قرابة 1325 متر. تبلغ مساحتها 24.18 كم².